# NOKmax

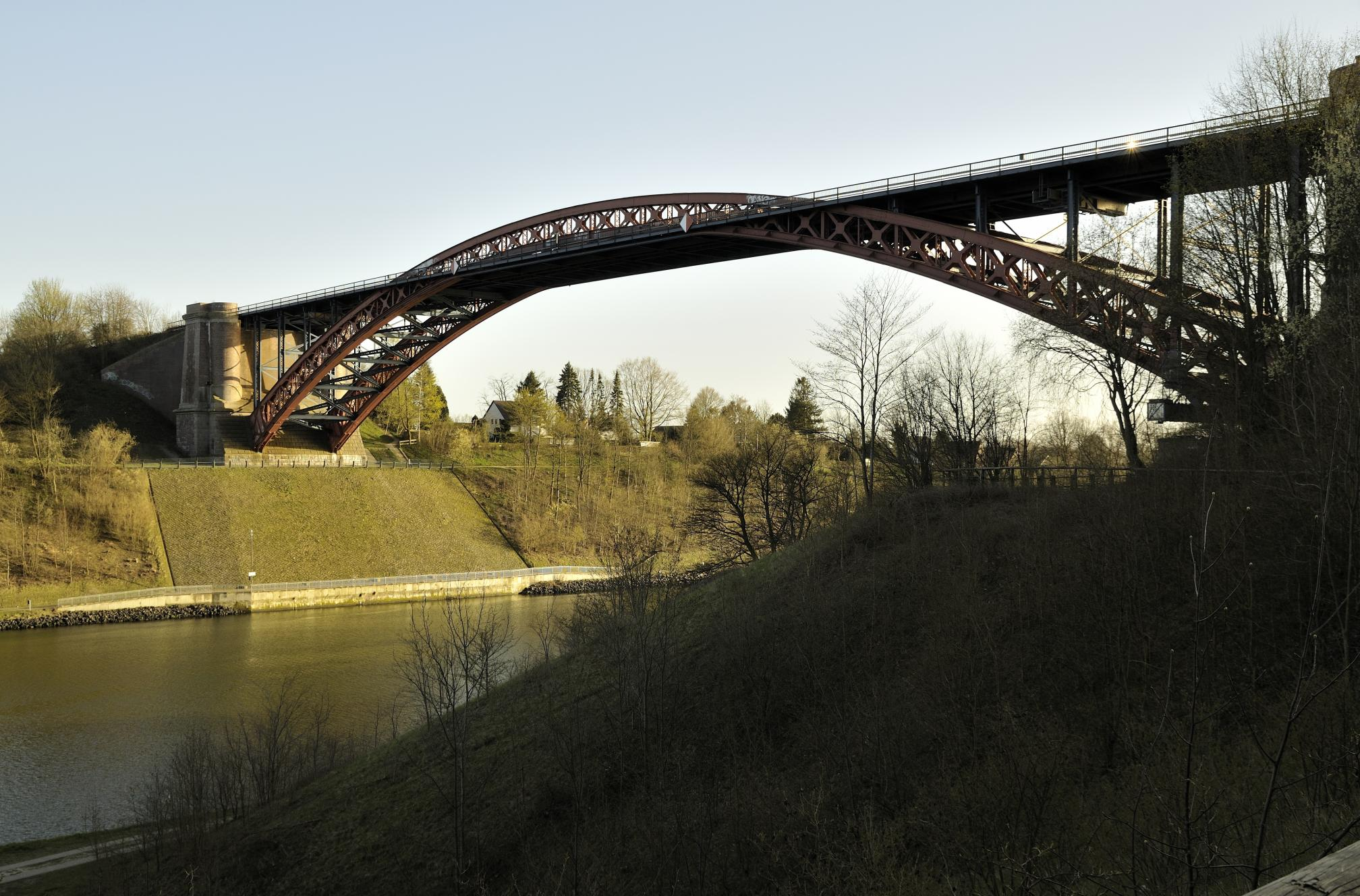
Die Hochbrücken begrenzen die Durchfahrtshöhe, hier die alte Levensauer Hochbrücke

NOKmax ist eine Größenangabe für alle den Nord-Ostsee-Kanal (NOK) passierenden Schiffe. Sie ist definiert durch die maximalen Maße, die für die Durchfahrt zulässig sind. Die Schiffe dürfen dabei eine Länge von 235 Meter, eine Breite von 32,50 Meter, eine Höhe von 40,00 Meter und einen Tiefgang von 9,50 Meter nicht überschreiten. Bei einer Ausschöpfung der angegebenen Maximalmaße darf der höchstzulässige Tiefgang allerdings nur 7,00 Meter betragen.
Die erlaubten maximalen Schiffsmaße werden sowohl durch die Kurvenradien im NOK, die Breite und den Tiefgang des Kanalbetts als auch durch die lichte Höhe der Brücken (jede Brücke hat eine lichte Höhe von ca. 42 m) über den Kanal begrenzt. Die Schleusen stellen im Gegensatz zu anderen Kanälen, wie beispielsweise dem Panama-Kanal (siehe auch Panamax) keinen begrenzenden Faktor dar.